# 黄平站
黄平站（原站名为谷陇站），位于中华人民共和国贵州省黔东南苗族侗族自治州黄平县谷陇镇，是沪昆铁路上的火车站，建于1936年，由成都铁路局管辖。

## 車站周邊
- 黄平县苗陇九年制学校
- 中国南方电网谷陇营业厅
- 中国电信谷陇镇营业厅
- 黄平县谷陇镇中心小学

## 歷史
- 建于1936年。